# 新機動戦記ガンダムW〜ティエルの衝動〜
『新機動戦記ガンダムW〜ティエルの衝動〜』（しんきどうせんきガンダムウイング ティエルのしょうどう）は、ガンダムシリーズのうち、『新機動戦記ガンダムW』を初めとするアフターコロニーを舞台とした世界観に属する漫画作品。

## 概要
ストーリーはコミックとジオラマ写真による二重構成によって展開し、実業之日本社刊行の「新機動戦記ガンダムWエンドレスワルツ最強プレイングブック」Chapter 3 にて掲載された。ただし、現在において掲載された書籍は絶版となっている為、作品の知名度は非常に低いものとなっている。
本作は模型を楽しむためのオリジナルストーリーであり、サンライズの公式ストーリーであるか否かの記述はないが、2010年から展開されている『新機動戦記ガンダムW Frozen Teardrop』では本作初出の一部設定が逆輸入される形で使われている。また、巻末の奥付には制作協力の欄に、サンライズ／バンダイホビー事業部の名がクレジットされている。
「ガンダムW版のMSV」と言えるストーリー内容で、物語の舞台はAC（アフターコロニー）196年1～2月頃（後述の終戦の日から1ヵ月後という記述による）であり、『新機動戦記ガンダムW』（AC195年12月25日終戦）と『新機動戦記ガンダムW Endless Waltz』（AC196年末終結）の間となる。

## 物語
AC（アフターコロニー）196年。ロームフェラ財団の戦争推進派陣営は、かつてAC195年で活躍した5機のガンダムのデータを元に、それらの派生型と呼べるMSの開発を行っていた。
だがそんな時、来るべき地球への宣戦布告に向けて戦力を整えつつあるマリーメイア軍の少年少女で構成された部隊「新教聖歌隊」に所属する少女、ティエル・ノンブルーが、仲間達と共に行方不明の兄を探す為、量産型のガンダムを奪取する。

## 登場人物
ティエル・ノンブルー　Tiel Noembreux
14歳の少女。フランス系。新教聖歌隊に所属する少女であったが、行方不明になってしまった兄を探し出す為に、ロームフェラ財団の新型量産機を仲間と共に強奪。軍を脱走するが、脱走したティエルは様々な悲劇と直面する事になってしまう。
MSの操縦はトライノイに教わった模様。
搭乗機は、ウイングガンダムセラフィム。
カール・ノンブルー　Karl Noembreux
フランス系の美少年で、ティエルの兄。元OZ宇宙軍兵士であり、当時トライノイとは戦友であった。戦後はマリーメイア軍所属となり、その高いMS技術を買われテストパイロットを務めていたが、内心では自分のやろうとしている事に疑問を抱いており、それが原因で、搭乗機に搭載されていたゼロシステムの暴走によって、心を支配されてしまう。
搭乗機は、ガンダムルシフェル。
トライノイ・リヴィンスキー　Trinoi Levinski
17歳。ロシア系。ティエルの兄の元戦友で、ティエルに思いを寄せている。OZ宇宙軍兵士であったが、左手の戦傷により除隊。しかし、ティエルと共に戦友を探し出す為、ロームフェラ財団から新型ガンダムを強奪した。
搭乗機はガンダムデリンジャーアームズ。
クルング・ポンラマーイ　Krung Ponramaai
15歳。タイ系。愛称はクルン。ティエルの幼馴染で親友。感情が昂ぶると言葉を繰り返して話す癖がある。ティエルに協力して新型ガンダムを強奪し、彼女と共に軍を脱走するのだが、実はデキム＝バートンの思想に深く共鳴しており、その正体は決起を目論むマリーメイア軍創設の為の工作員であった。
搭乗機は、ティエンロンガンダム。
セミス　Semis
OZスペシャルズの残党で、現在はロームフェラ直轄の特殊部隊に所属。上層部の命令によって、ティエル達を追撃する。ピアスを左耳に4つ唇に1つ付けたショートカットの少女兵。戦場にそぐわない事物を「常識外（イレギュラー）」と呼んで忌み嫌う。
搭乗機は、ガンダムデスサイズギルティ。
ドッペルト　Doppelt
OZスペシャルズの残党で、現在はロームフェラ直轄の特殊部隊に所属。セミスと共にティエル一行を追う。劇中において容姿は描写されていない。
搭乗機は、ガンダムサンドレオン。

## 登場主要モビルスーツ
『〜ティエルの衝動〜』に登場するものはプラモデルの販促ムックという都合から、子供でも簡単に改造できるデザインになっている。
- ウイングガンダムセラフィム
- ガンダムルシフェル
- ガンダムデリンジャーアームズ
- ティエンロンガンダム
- キャプリコーン
- ガンダムデスサイズギルティ
  - ガンダムデスサイズギルティカスタム
- ガンダムサンドレオン
  - ガンダムサンドレオンカスタム

また、本書の表紙及び Chapter 2 には以下が登場する（Chapter 3 である『〜ティエルの衝動〜』には登場しない）。石垣純哉のオリジナルデザインであり、模型作例が掲載されているものの簡単に作れるものではない。
- ウイングガンダム Endless Waltz バージョン

## 書籍
- 新機動戦記ガンダムWエンドレスワルツ最強プレイングブック（1998年9月6日、実業之日本社）ISBN 978-4408614748

コミック部分の作者は小野進・いりえまさよ。